# Ingegerd Palme
Ingegerd Selma Augusta Palme, född 18 februari 1877 i Kalmar, död 7 maj 1966 i Oscars församling i Stockholm, var en svensk fastighetsförmedlare, socialt verksam.
Ingegerd Palme var dotter till landssekreteraren och lagmannen Christian Adolph Palme. Efter skolstudier i Sverige blev hon student vid universitetet i Cambridge 1898. Palme studerade språk i Paris 1901–1902 och verkade som lärarinna vid flickskolor i Australien 1902–1905. År 1906 blev hon Master of Arts i Dublin. 
Hon återvände sedan till Sverige och var 1907–1920 amanuens i Kommerskollegiums statistiska avdelning samt 1910–1911 bibliotekarie i Socialstyrelsen. Dessutom ägnade hon sig åt föreläsningsverksamhet, språkundervisning och översättningsarbete. Från 1929 arbetade hon som fastighetsförmedlare, fram till 1946 var hon innehavare av förmedlingsbyrån Tornet i Stockholm. 
Palme kom tidigt med i kvinnorörelsens sociala arbete och internationella föreningsliv. Hon var styrelseledamot i AB Hemtrevnad och i Hemtrevnads hushålls AB 1908–1911 samt i Akademiskt bildade kvinnors förening 1918–1929. 
Från 1917 tillhörde hon styrelsen för Svenska Kvinnors Nationalförbund, där hon 1921–1930 var korresponderande sekreterare och 1930–1931 ordförande. Förbundet utgjorde den svenska sektionen av International Council of Women, där Palme från 1930 var vicepresident. 
Hon deltog i en rad kvinnokonferenser och internationella kongresser, där hon ofta var ledare för den svenska delegationen. Palme var ledamot av styrelsen för Skattebetalarnas förening från dess bildande 1921.
Hon delade hushåll med Mathilda Staël von Holstein, andra kvinnan i Sverige att bli advokat. Ingegerd Palme är begravd på Södra kyrkogården i Kalmar.